# فرنسيس رييس
فرنسيس رييس هو ملحن فلبيني، ولد في 20 يونيو 1967 في ليبا في الفلبين.

## وصلات خارجية
- فرنسيس رييس على موقع IMDb (الإنجليزية)
- فرنسيس رييس على موقع قاعدة بيانات الفيلم (الإنجليزية)